# اکبرآباد (قزوین)
اکبرآباد نام روستایی است در شهرستان قزوین و استان قزوین و در کشور ایران. این روستا طبق سرشماری سال ۲۰۰۶، ۱۹۱ نفر جمعیت داشته‌است.